# Doddamaladoddi, Srinivaspur
Doddamaladoddi là một làng thuộc tehsil Srinivaspur, huyện Kolar, bang Karnataka, Ấn Độ.